# Radanovo
Radanovo (Bulgaars: Раданово) is een dorp in Bulgarije. Het dorp is gelegen in de gemeente Polski Trambesj, oblast Veliko Tarnovo. Het dorp ligt hemelsbreed 29 kilometer ten noorden van Veliko Tarnovo en 201 kilometer ten noordoosten van Sofia. 

## Ligging
Het dorp grenst aan de volgende nederzettingen:
- Klimentovo - in het noordwesten en westen;
- Ivantsja - in het westen;
- Polski Senovets - in het westen, zuidwesten en zuiden;
- Petko Karavelovo - in het zuiden en zuidoosten;
- Orlovets - in het oosten en noordoosten;
- Karantsi - in het noordoosten;
- Polski Trambesj - in het noorden.

Via Radanovo passeert de spoorlijn die naar het noorden van Bulgarije leidt (eindbestemming Roese), en de spoorlijn die naar het zuiden leidt via het knooppunt Gorna Orjachovitsa (verbinding met de spoorlijn Sofia - Varna) naar Veliko Tarnovo, Stara Zagora en Kardzjali.

## Bevolking
Op 31 december 2020 telde het dorp Radanovo 1.631 inwoners. Het aantal inwoners vertoont al vele jaren een dalende trend: in 1946 had het dorp nog 2.483 inwoners. 
|  |

In het dorp wonen voornamelijk etnische Bulgaren en Roma. In de optionele volkstelling van 2011 identificeerden 829 van de 1.267 ondervraagden zichzelf als etnische Bulgaren, oftewel 65,4%. Het overige deel van de bevolking bestond vooral uit etnische Roma (367 personen, oftewel 29%). Er werden ook 52 etnische Turken geregistreerd, oftewel 4%.
| Etnische samenstelling van de respondenten (2011) | Etnische samenstelling van de respondenten (2011) | Etnische samenstelling van de respondenten (2011) | Etnische samenstelling van de respondenten (2011) | Etnische samenstelling van de respondenten (2011) |
| ------------------------------------------------- | ------------------------------------------------- | ------------------------------------------------- | ------------------------------------------------- | ------------------------------------------------- |
|                                                   |                                                   |                                                   |                                                   |                                                   |
| Bulgaren                                          | Bulgaren                                          |                                                   | 65,4%                                             | 65,4%                                             |
| Turken                                            | Turken                                            |                                                   | 4,1%                                              | 4,1%                                              |
| Roma                                              | Roma                                              |                                                   | 29,0%                                             | 29,0%                                             |
| Anders/Onbekend                                   | Anders/Onbekend                                   |                                                   | 1,5%                                              | 1,5%                                              |